# FC Crotone
FC Crotone este un club de fotbal din Italia care evoluează în Serie B.

## Lotul actual
La 21 februarie 2020..
| Nr. |            | Poziție | Jucător                                    |
| --- | ---------- | ------- | ------------------------------------------ |
| 1   | Italia     | P       | Alex Cordaz (Captain)                      |
| 2   | Argentina  | F       | Marcos Curado (on loan from Genoa)         |
| 3   | Italia     | F       | Giuseppe Cuomo                             |
| 5   | Serbia     | F       | Vladimir Golemić                           |
| 6   | Franța     | F       | Guillaume Gigliotti                        |
| 7   | Italia     | M       | Mattia Mustacchio                          |
| 8   | Argentina  | F       | Nicolás Spolli                             |
| 9   | Suedia     | A       | Samuel Armenteros (on loan from Benevento) |
| 10  | Libia      | M       | Ahmad Benali                               |
| 11  | Muntenegru | A       | Marko Janković (on loan from SPAL)         |
| 12  | Italia     | P       | Giacomo Figliuzzi                          |
| 13  | Italia     | F       | Gabriele Bellodi (on loan from Milan)      |
| 14  | Italia     | M       | Giovanni Crociata                          |
| 16  | Italia     | M       | Alberto Gerbo (on loan from Ascoli)        |
| 17  | Italia     | M       | Salvatore Molina                           |

| Nr. |               | Poziție | Jucător                            |
| --- | ------------- | ------- | ---------------------------------- |
| 18  | Italia        | M       | Andrea Barberis                    |
| 19  | Croația       | M       | Tomislav Gomelt                    |
| 20  | Argentina     | A       | Maxi López                         |
| 21  | Italia        | M       | Niccolò Zanellato                  |
| 22  | Italia        | P       | Marco Festa                        |
| 23  | Italia        | M       | Antonio Mazzotta                   |
| 24  | Italia        | M       | Francesco Rodio                    |
| 25  | Nigeria       | A       | Simy                               |
| 26  | Franța        | M       | Jean Lambert Evans                 |
| 27  | Italia        | A       | Zak Ruggiero                       |
| 28  | Țările de Jos | M       | Moreno Rutten                      |
| 29  | Italia        | F       | Federico Panza                     |
| 30  | Brazilia      | M       | Junior Messias                     |
| 34  | Italia        | F       | Luca Marrone (on loan from Verona) |